# Buckner Thruston
Buckner Thruston (9 février 1763 – 30 août 1845) est un homme politique américain, sénateur du Kentucky de 1805 à 1809.